# مارتين نايلور
مارتين نايلور (بالإنجليزية: Martyn Naylor) (2 أغسطس 1977 في المملكة المتحدة - ) هو لاعب كرة قدم بريطاني في مركز الدفاع. لعب مع ذا نيو سينتس وشروزبري تاون ونادي ريل ونادي هيرفورد ونادي راشل أوليمبيك وتيلفورد يونايتد ونادي ووستر سيتي ونادي ليمنجتون ونادي تلفورد يونايتد وBilston Town F.C. ‏ ونادي غرينوك مورتون.

## وصلات خارجية
- مارتين نايلور على موقع قاعدة بيانات كرة القدم.إي يو (الإنجليزية)
- مارتين نايلور على موقع Soccerbase.com (لاعب) (الإنجليزية)
- مارتين نايلور على موقع عالم كرة القدم.نت (الإنجليزية)